# Makkai Béla
Makkai Béla (Sümeg, 1961. június 10. – ) magyar történész, a Károli Gáspár Református Egyetem Új- és Jelenkori Egyetemes Történeti Tanszékének docense, a Magyar Tudományos Akadémia köztestületi tagja.

## Élete
1961-ben született Sümegen. 1975 és 1979 között a sümegi Kisfaludy Sándor Gimnáziumban, 1980 és 1985 között az Eötvös Loránd Tudományegyetem történelem-pedagógia szakján folytatott tanulmányokat. Itt is diplomázott le 1985-ben. 1985 és 1997 között az Országos Széchényi Könyvtár munkatársa kutatásszervezői, majd adatbázis-szerkesztő (Hungarika Információ), majd 1996-tól tudományos tanácsadói beosztásban. 1990 és 1993 között az Eötvös Loránd Tudományegyetem–Soros posztgraduális ösztöndíjasa volt az Eötvös Loránd Tudományegyetem Bölcsészettudományi Kar Kelet-Európa Története Tanszékén. Emellett 1991 és 1995 között Eötvös Loránd Tudományegyetem Kőrösi Csoma Sándor Kollégium Bölcsészettudományi Kar igazgatója.   A történelemtudomány kandidátusa (CSc) tudományos fokozatot 1995-ben szerezte meg Niederhauser Emil akadémikus témavezetésével summa cum laude minősítéssel. Disszertációja címe: A "Slavonai actio" és a horvátországi magyarság 1904–1920. 1998-tól a Károli Gáspár Református Egyetem oktatója (1999–2000 megbízott tanszékvezető), 2001-től egyetemi adjunktusa, 2005-től az Új- és Jelenkori Egyetemes Történeti Tanszék vezetője egyetemi docens fokozatban. 
1996-tól 2000-ig a Magyar Tudományos Akadémia Magyar–Horvát Történész Vegyes Bizottsága tagja, 1998-tól a Magyar Tudományos Akadémia köztestületi tagja, 1999-től Délkelet-Európa és Balkán Kutatócsoport (Pécs-Budapest) tagja, 2009-től a Protestáns Újságírók Szövetségének tagja. 2016-tól a Charta XXI Megbékélési Mozgalom tagja, programjainak gyakori előadója. 
1996-ban Országos Széchényi Könyvtár Keresztúry-pályázatán – Külön díjban, 1998-ban Széchenyi Professzori Ösztöndíjban részesült. 
1988-ben a TS4/5 Magyarságkutatási program helyettes vezetője az Országos Széchényi Könyvtár keretében. 1989-ben három hónapos kutatást folytatott a zágrábi Nemzeti és Egyetemi Könyvtár gyűjteményében állami ösztöndíjjal, 1991-ban ismét három hónapos kutatómunkát a zágrábi Arhiv Hrvatske-ben a Peregrinatio II. (ELTE) Alapítvány támogatásával, 1995-ban ugyancsak három hónap levéltári kutatást Zágrábban az Állami Eötvös Ösztöndíj támogatásával. 1996-ban egy hónapos levéltári kutatást végzett a Haus- Hof- und Staatsarchiv gyűjteményében Collegium Hungaricum (MÖB) ösztöndíjasként, 2000-ben egy hónap levéltári kutatást Fiumében (Rijeka) Klebelsberg Kuno Ösztöndíjjal. 2002–2003-ban két év kutatómunkát végzett az ó-romániai magyar nemzetgondozási programról Bolyai János Kutatói Ösztöndíjjal, 2009-ben felkérték a zágrábi és a rijekai egyetem a Fiumei Kormányzóság történetének feldolgozását célzó horvát–magyar–olasz–osztrák kutatói projektben való részvételre.
Több konferencián előadóként szerepelt. Kutatási területei a XIX. századi egyetemes történet, a Kárpát-medencei interetnikus kapcsolatok, és a Balkán és Kelet-Európa új- és jelenkori története, a kisebbségkutatás, a kivándorlás, a nemzetpolitika, a perem-magyarság, a magyar-horvát és magyar-román viszony, a református misszióegyházak, és a kisebbségi magyar sajtótörténet a XIX–XX. század fordulóján. Szerb-horvát középfokú, „C” típusú nyelvvizsgával rendelkezik.

## Írásai

### Monográfiák
- Végvár vagy hídfő? „Az idegenben élő magyarság nemzeti gondozása” Horvátországban és Bosznia-Hercegovinában 1904–1920, Budapest, 2003. Lucidus Kiadó. 376 o.
- Idegenben: tanulmányok a magyar-magyar kapcsolatok korai történetéből, Budapest, 2004. Károli Gáspár Református Egyetem (KGRE), 208 p.
- Híja-haza: cikkek, esszék, tanulmányok, Vasszilvágy, 2012. Magyar Nyugat Könyvkiadó, 224 p.
- Határon túli magyar sajtó – Trianon előtt. Bukaresti és eszéki magyar lapok az identitásőrzés és kisebbségi érdekvédelem szolgálatában (1860-1918), Budapest, 2016. Médiatudományi Intézet, 209 p. (Médiatudományi Könyvtár; 23.)
- "Magyarok temetője" - Ó-Románia. A regáti magyarság a dualizmus kori nemzetpolitikában. (Sajtó alatt)

### Tanulmányok más művekben
- Kontredikcije aktivne zaštite manjina u krugu Slavonskih Mađara početkom 20. st., pp. 319-327. o. In: Hrvatsko-mañarski odnosi, 1102-1918 : zbornik radova = A horvát-magyar kapcsolatok 900 éve / gl. urednik: Kruhek, M., Zagreb, 2004, Hrvatski institut za povijest, 334 o.
- A magyar-horvát viszony a szétválás előtt: a magyarság szlavóniai térfoglalásának tükrében = Mađarsko-hrvatsko odnosi prije raspada Monarhije: iz aspekta naseljenja Mađara u Slavoniju, 107-118.o. In.: Croato-Hungarica : uz 900 godina hrvatskomađarskih povijesnih veza/ Urednici: M. Jauk Pinhak, Kiss Gy. Cs., Nyomárkay I., Zagreb, 2003, Katedra za hungarologiju Filozofskoga fakulteta Sveučilišta u Zagrebu – Matica Hrvatske, 543 o.
- A kivándorolt magyarság anyaországi támogatása a múlt század elején – Ploieşti példáján. In.: Századok, 136. évf. 1. sz. (2002), 3-30. o.
- Egyes szlavóniai uradalmak szerepe a bevándorolt magyarság kulturális (nemzeti) gondozásában a XIX-XX. század fordulóján. In.: Agrártörténeti Szemle, 50. évf. 1-4. sz. (2009) 71-83. o.
- A magyar-román szomszédságkép alakulása Ó-Romániában a XIX-XX. század fordulóján. In.: Magyar Kisebbség: nemzetpolitikai szemle [Kolozsvár] Új sor. 14. évf. 3-4. [53-54.] sz. (2009) 213-235. o.
- Egy kisebbségi hetilap – a Bucuresti Híradó (1876–1882) Pro Minoritate, 2007/Ősz-Tél, 118-141. o.
- A sajtó szerepe a magyar kormány ó-romániai nemzetgondozási programjában. In.: Századok, 140. évf. 1. sz. (2006) 3-24. o.
- A bukaresti magyar sajtó románság- és Balkán-képe, 1860–1918 In: Magyarország és a Balkán / Szerk.: M. Császár Zsuzsa, 2009. Pécs, PTE TTK Földrajzi Intézet Kelet-Mediterrán és Balkán Tanulmányok Központja, (Balkán füzetek, 2. klsz. - 2009.) 233-240. o.
- Székely és csángó kivándorlók, bukovinai székely idénymunkások a román munkaerőpiacon a 19–20. század fordulóján, In: Szerk.: Halmos Károly, Szerk.: Klement Judit, Szerk.: Kiss Zsuzsanna: Piacok a társadalomban és a történelemben: a Hajnal István Kör - Társadalomtörténeti Egyesület 2012. évi, debreceni konferenciájának kötete. Budapest: Hajnal István Kör Társadalomtörténeti Egyesület, 2014. pp. 285-298. (Rendi társadalom - polgári társadalom; 26.)
- Történelmi gyepűvidék – etnikus átjárókkal, In: Dr Sebestyén Mátyás Szerk.: Rokolya Gábor: Ahogy én láttam.... Budapest: Közjegyzői Akadémia Kiadó, 2016. pp. 61-84. (Studia Notarialia Hungarica; 18.)
- A Moldva–Oláhországi Református Missziói Egyházmegye a dualista korszakban, PRO MINORITATE, 2017/Tavasz, pp. 95-123.
- Irányjelek a nacionalizmusok hullámverésében, In: Szerk.: Surján László: A megbékélés ösvényein: Magyarok és közép-európaiak. Budapest: Charta XXI Megbékélési és Együttműködési Mozgalom, 2017. pp. 39-44.